# Michael Rüth
Michael Rüth (bürgerlich Karl-Heinz Zopf; * 26. April 1938; † 19. Januar 2024) war ein deutscher Synchronsprecher, Schauspieler und Musicaldarsteller.

## Leben und Wirken
Bekanntheit erreichte Rüth mit seiner Stimme, vor allem mit seiner Beteiligung an Zeichentrick- und Animationsserien. Eine seiner bekanntesten Rollen war die des Winnie Puuh in sämtlichen Disney-Verfilmungen und Serien von 1999 bis 2013 und als Lehrer Mr. Garrison in South Park. Er erreichte aber auch Anerkennung für seine Arbeit an der Toy-Story-Trilogie und seine Mitwirkung bei den Serien Family Guy und Die Simpsons.
1964 spielte Michael Rüth, neben Joachim Kemmer als Old Shatterhand, unter der Regie von Ursula Zajonc den Bloody-Fox in einer Inszenierung von Karl Mays Unter Geiern an den Berliner Kammerspielen. 1967 spielte Rüth neben Hans-Werner Bussinger, Reinhard Jahn und Manfred Lehmann in Günther Büchs Inszenierung von Peter Handkes Publikumsbeschimpfung im Forum-Theater, West-Berlin. 1968 spielte und sang er am Operettenhaus in Hamburg im Musical Anatevka – „Fiddler on the Roof“ unter der Regie von Karl Vibach. Ende der neunziger Jahre war Rüth am Alten Schauspielhaus in Stuttgart engagiert.
Größere Bekanntheit erlangte er als Synchronsprecher. Zu seinen bekanntesten Synchronrollen gehören der Klavier spielende Hund Rowlf in der Muppet Show, der Straßenkater in der Zeichentrickserie Pinocchio, Jackie Coogan als Onkel Fester in The Addams Family, der Roboter T-Bob in der Serie M.A.S.K., Patrick Newell als „Mutter“ in Mit Schirm, Charme und Melone sowie Hermes Conrad in Futurama und Mr. Garrison in South Park. Bei den Simpsons übernahm er nach dem Tod der bisherigen Sprecher Gernot Duda und Horst Raspe die Rollen Barney Gumble (Staffel 15–24) und Abe Simpson (Staffel 16–24) sowie Hans Maulwurf (Staffel 16–24). Außerdem war er seit 1999 als Nachfolger von Heinz Palm Stammsprecher von Winnie Puuh in der gleichnamigen Serie und in den Filmen. Unter anderem sprach er auch das Sparschwein Specki in den Toy-Story-Filmen. Er wurde für die Synchronisation des Flohs P. T. in Das große Krabbeln verpflichtet. Er lieh darüber hinaus Jerry im Film Die Monster AG seine Stimme.
Unter anderem war Michael Rüth in folgenden Serien zu sehen, wie SOKO München, Folge Ein Freund zu viel (Rolle Zimmervermittler) und Derrick, Folge Wie kriegen wir Bodetzki?
Des Weiteren synchronisierte er u. a. Colm Meaney in Alarmstufe: Rot, Don S. Davis in In einer kleinen Stadt, Jason Alexander in Last Supper – Die Henkersmahlzeit, Ian Holm in eXistenZ und den Friseur Claude in der Chatterbox in Die Nanny sowie mehrere Figuren in Biene Maja.
Michael Rüth beendete im Jahr 2013 seine Tätigkeit als Synchronsprecher. Im Januar 2024 verstarb er im Alter von 85 Jahren.

## Synchronrollen (Auswahl)
John Ratzenberger
- 1995: als Specki in Toy Story
- 1999: als Specki in Toy Story 2
- 2010: als Specki in Toy Story 3

### Filme
- 1981: Jim Henson als Rowlf in Die große Muppet-Sause
- 1991: Alan Blumenfeld als Aron Burger in Ein Satansbraten kommt selten allein
- 1993: Zdeněk Vencl als Wölk in Stalingrad
- 1996: Lewis Arquette als Clifford Wooley in Wenn Guffman kommt
- 2001: Terence Bayler als Blutiger Baron in Harry Potter und der Stein der Weisen
- 2007: Dan Castellaneta als Barney Gumble und Abraham Simpson in Die Simpsons – Der Film
- 2011: Jim Cummings als Winnie Puuh in Winnie Puuh

### Serien
- 1965–1972: als Spike, der Hund in Tom und Jerry
- 1975: als Bär in Wickie und die starken Männer
- 1976: als Bienenstock-Wächter in Die Biene Maja
- 1977: als Erzähler (in der Rolle des Straßenkaters) in Pinocchio
- 1980: Yoshito Yasuhara als Martin die Hausgans in Nils Holgersson
- 1981: als Unfallgegner in Die Märchenbraut
- 1995–1999: Brad Garrett als Boss Biber in Abenteuer mit Timon und Pumbaa
- 1997–2013: Trey Parker als Mr. Garisson in South Park
- 1999–2013: Phil LaMarr als Hermes Conrad in Futurama

## Hörspiele
- 2016: Die Simpsons: Das Original-Hörspiel zur TV-Serie (Die Simpsons komplette Staffel 23).[9]